# Acanthizidae
Los acantízidos (Acanthizidae) son una familia de aves paseriformes que incluye a los acantizas, gerigones, sedositos y cariblancos. Consiste de aves paseriformes pequeñas a medianas, con la longitud total variable entre 8 y 19 cm. Tienen alas cortas y redondeadas, picos delgados, piernas largas, y colas cortas. La mayoría de las especies tienen plumajes olivados, grises o castaños, aunque algunas tienen parches de un amarillo más brillante. La especie más pequeña de acantízido, y de hecho la especie de ave más pequeña de Australia, es el gerigón piquicorto, y la especie más grande es el acantiza piloto.

## Distribución
Los acantizidos son nativos de Australia, Indonesia, Nueva Zelanda, Papúa e islas del Pacífico sudoccidental. La mayoría de las especies se encuentran entre Australia y la isla Nueva Guinea, la primera con 35 especies endémicas y la segunda con 15. Vanuatu, Nueva Caledonia y las Islas Salomón tienen una especie, y en Nueva Zelanda existen tres, incluyendo las 2 especies endémicas de las islas Chatham y Norfolk. En Asia dos especies están restringidas a Indonesia y otra se encuentra en las Filipinas y en Asia continental. La mayoría de las especies son no migratorias, con la excepción de los gerigones. La familia ocupa un espectro de hábitats desde las selvas lluviosas hasta los áridos desiertos.

## Comportamiento
La mayoría de las especies son terrestres, con alimentación primariamente insectívora, aunque comen algunas semillas. En particular los cariblancos consumen gran cantidad de semillas, y otras especies comen frutas. Las secreciones de insecto chupadores de savia son preferidos por algunas especies, al igual que los insectos mismos. Algunas especies son menos terrestres como el gerigón piquicorto, el cual se alimenta en la cima de los árboles, o como el acantiza minero que habita en los pedregales. Inusual par aves de su talla, la puesta es de sólo uno o dos huevos por nidada, posiblemente porque son de vida relativamente prolongada, con muchas especies que en la naturaleza pueden vivir más de diez años.

## Estado de conservación
La mayoría de los taxones son considerados como de preocupación menor. Una especie, Gerygone insularis (gerigón de la Lord Howe), se extinguió por la predación por ratas a principios de la década de 1930. 'Gerygone modesta (de la Isla Norfolk) es vulnerable, y Aphelocephala pectoralis (cariblanco pechicastaño) es considerado como casi amenazado.

## Taxonomía
Siguiendo la taxonomía de Sibley-Ahlquist (1990) fueron considerados anteriormente como subfamilia Acanthizinae dentro de la familia Pardalotidae. Sian embargo, revisiones más actuales (Christidis & Boles, 1994; Schodde & Mason 1999) no apoyan ese ordenamiento. Dasyornis , o los picocerdas, son considerados diversamente como subfamilia Dasyornithinae dentro de las familias Acanthizidae o Pardalotidae o como familia propia Dasyornithidae (Schodde & Mason 1999).

## Géneros
La familia Acanthizidae consiste de dos subfamilias, Sericornithinae y Acanthizinae  16 géneros, 66 especies:
- Subfamilia: Sericornithinae
  - Género Pachycare - Pachycare flavogriseum (Meyer, AB, 1874) – silbador enano;
  - Género: Oreoscopus – Oreoscopus gutturalis (De Vis, 1889) - acantiza de helechal
  - Género: Acanthornis – Acanthornis magna (Gould, 1855)  - sedosito tasmano.
  - Género: Smicrornis - Smicrornis brevirostris (Gould, 1838)  - gerigón piquicorto.
  - Género: Calamanthus – sedositos-ratonas (3 especies)
  - Género: Hylacola – sedositos (2 especies)
  - Género: Pycnoptilus – Pycnoptilus floccosus Gould, 1851 - acantiza piloto.
  - Género: Pyrrholaemus - Pyrrholaemus brunneus Gould, 1841 - sedosito gorgirrojo.
  - Género: Origma – Origma solitaria (Lewin, 1808) - acantiza minero.
  - Género: Sericornis - sedositos (13 especies)
  - Género: Crateroscelis – (3 especies)
  - Género: Chthonicola - Chthonicola sagittatus (Latham, 1801) - sedosito motedao.
- Subfamilia: Acanthizinae
  - Género: Smicrornis -  Smicrornis brevirostris ( Gould, 1838) - gerigón piquicorto.
  - Género: Gerygone - gerigones (19 especies, una extinta)
  - Género: Acanthiza - acantizas (13 especies)
  - Género: Aphelocephala - cariblancos (3 especies)

## Galería de imágenes

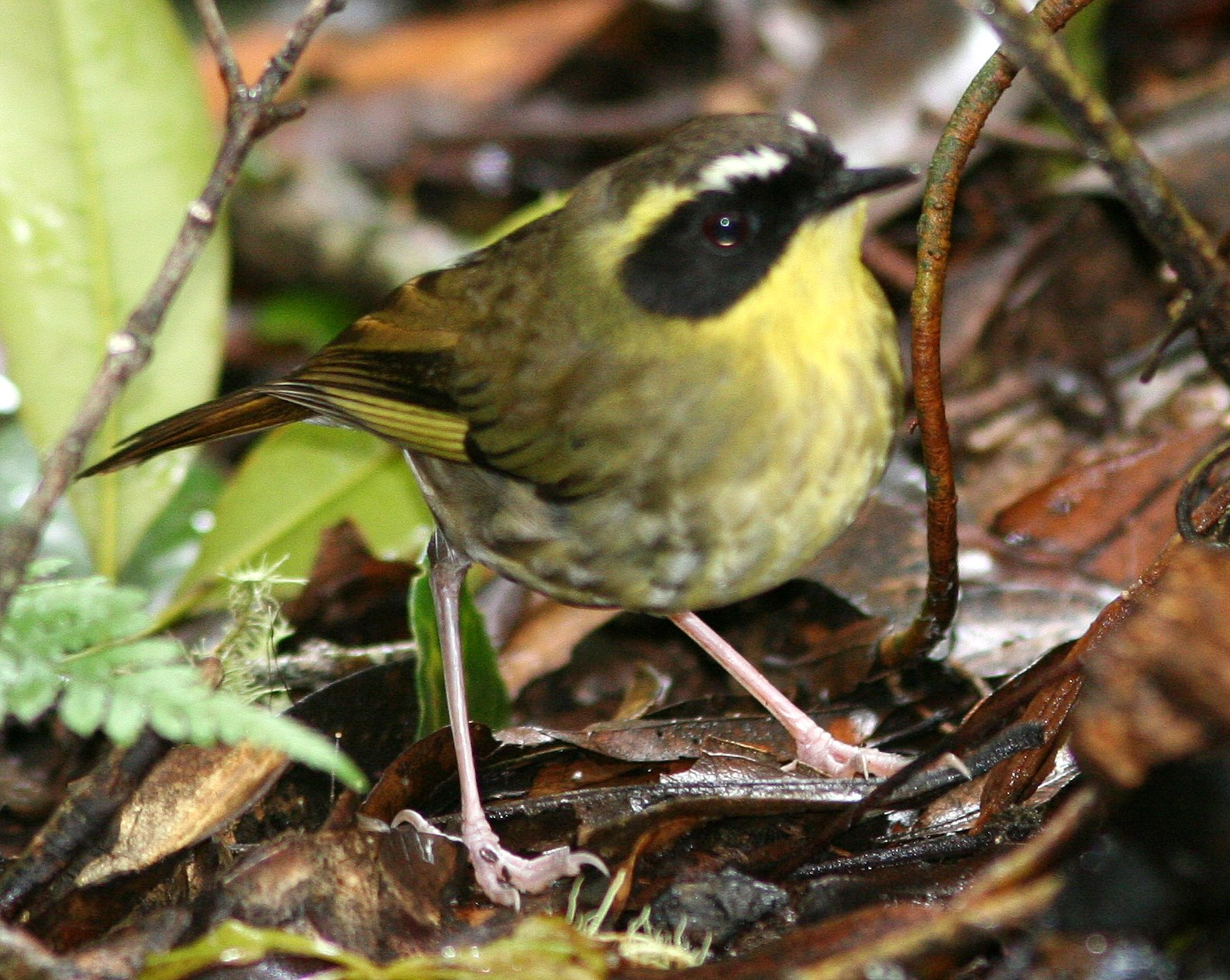
Sericornis citreogularis
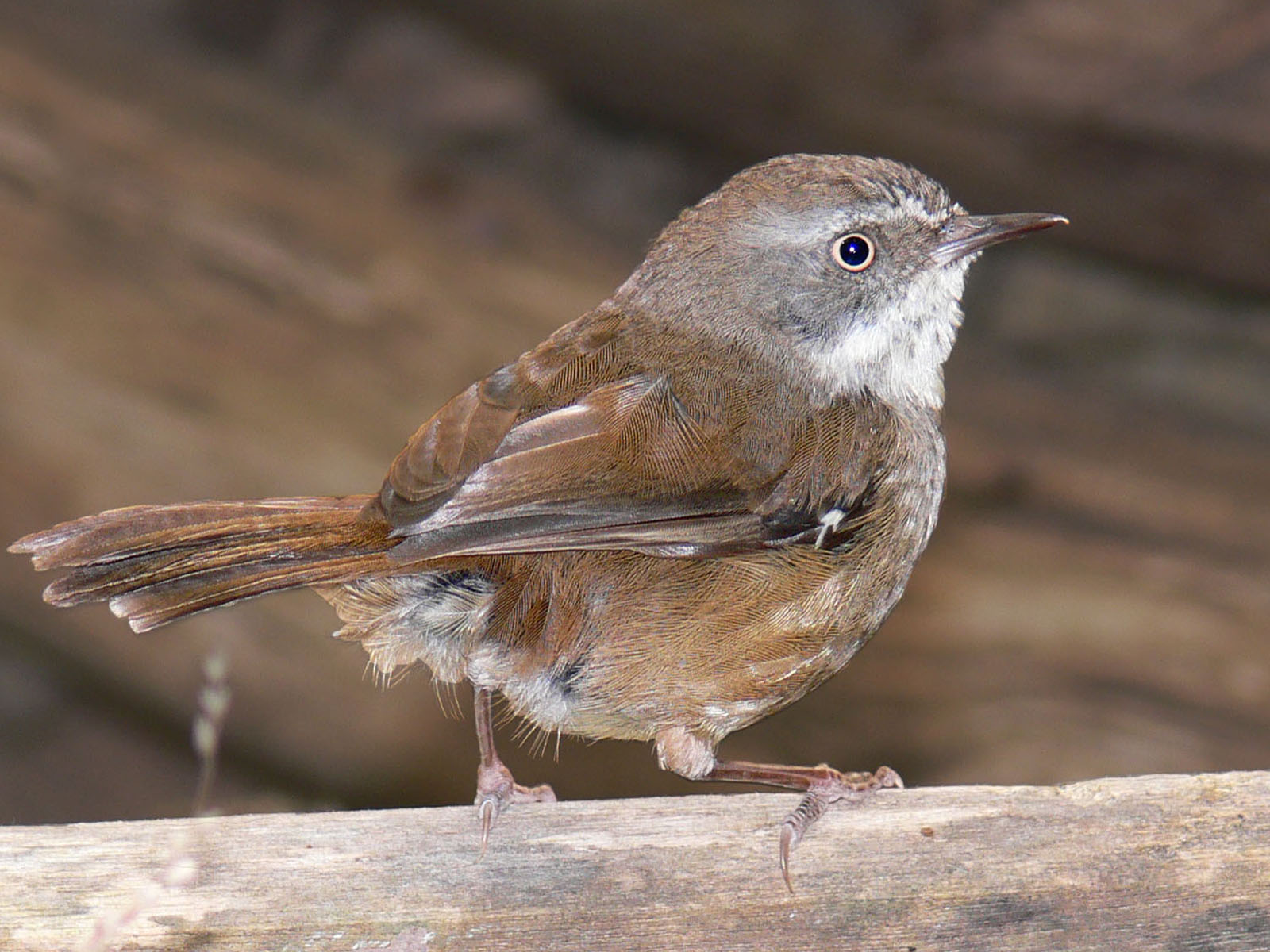
Sericornis frontalis
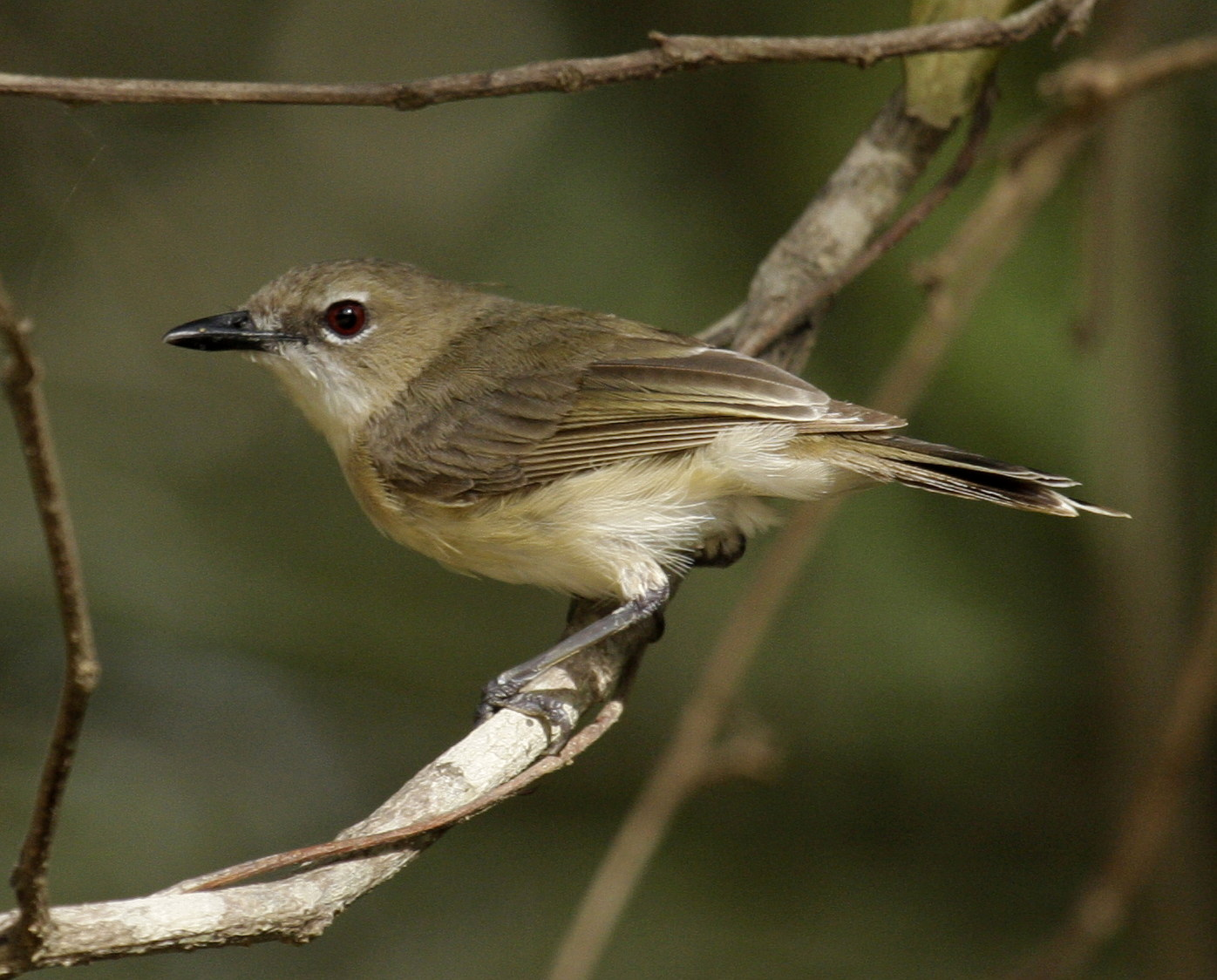
Gerygone magnirostris
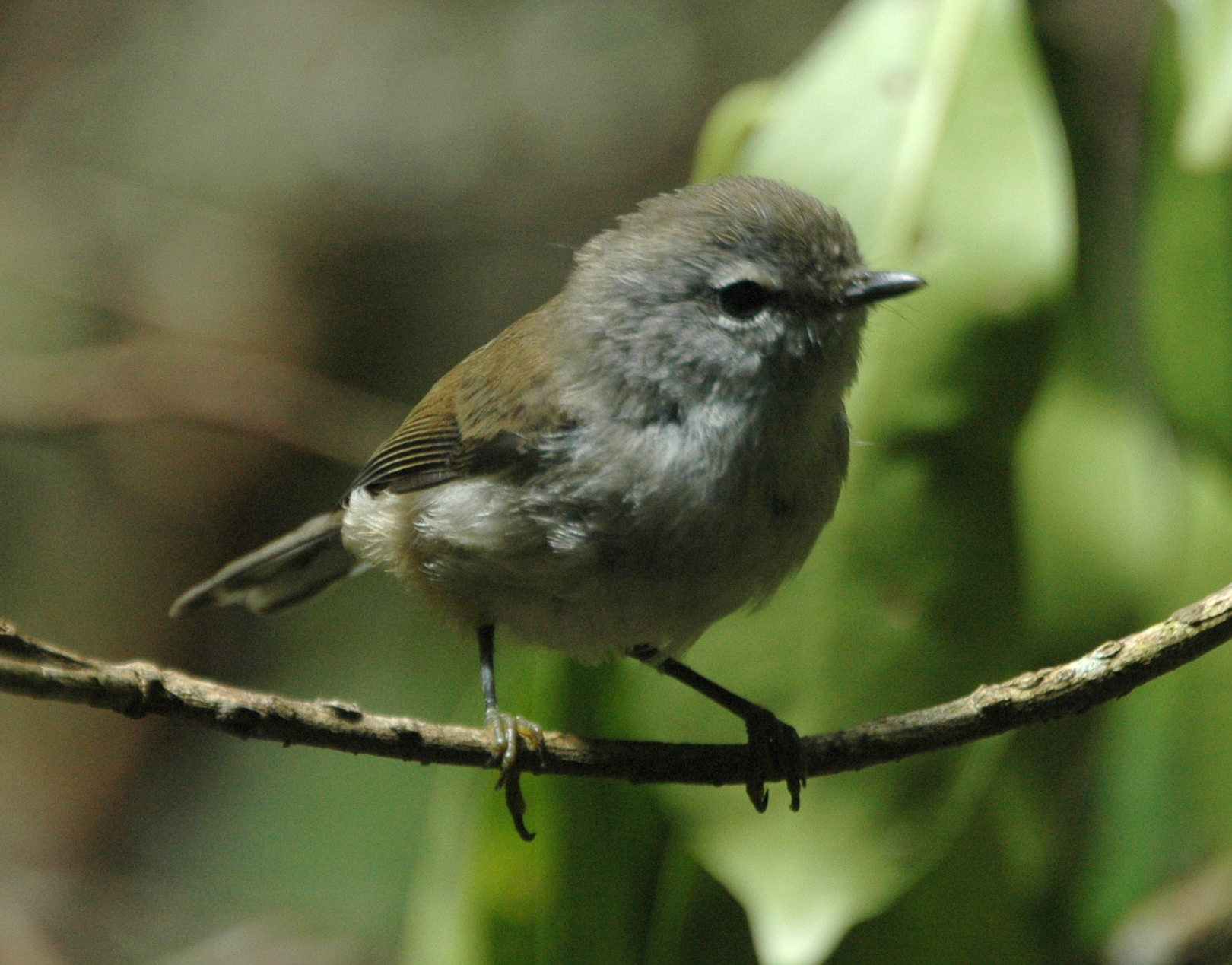
Gerygone mouki
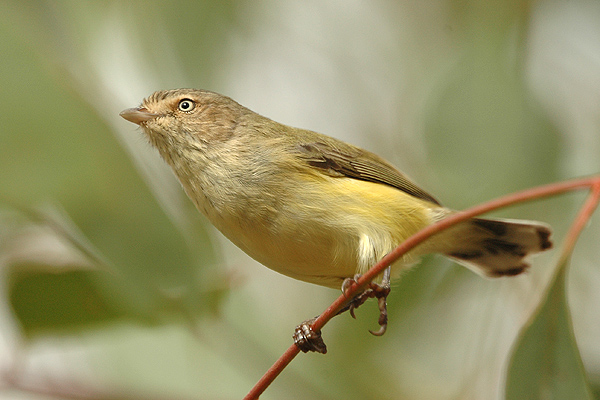
Smicrornis brevirostris
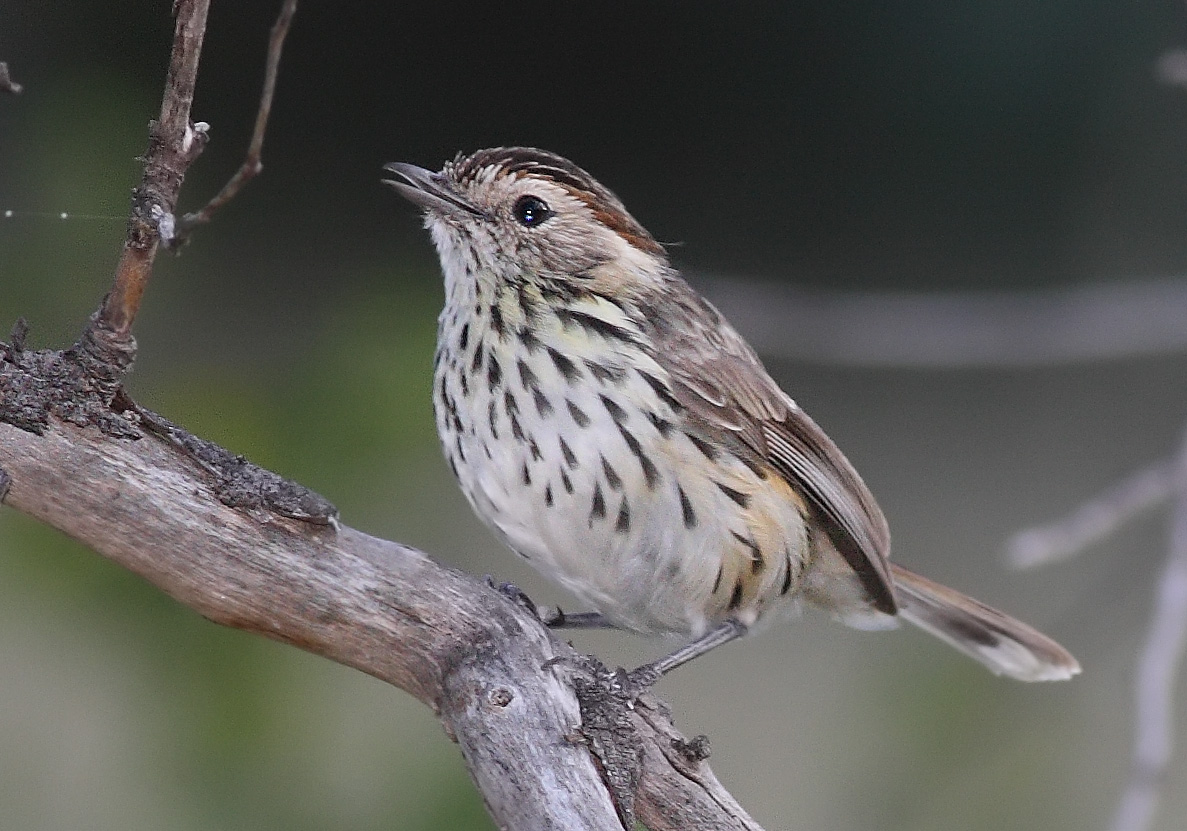
Chthonicola sagittatus
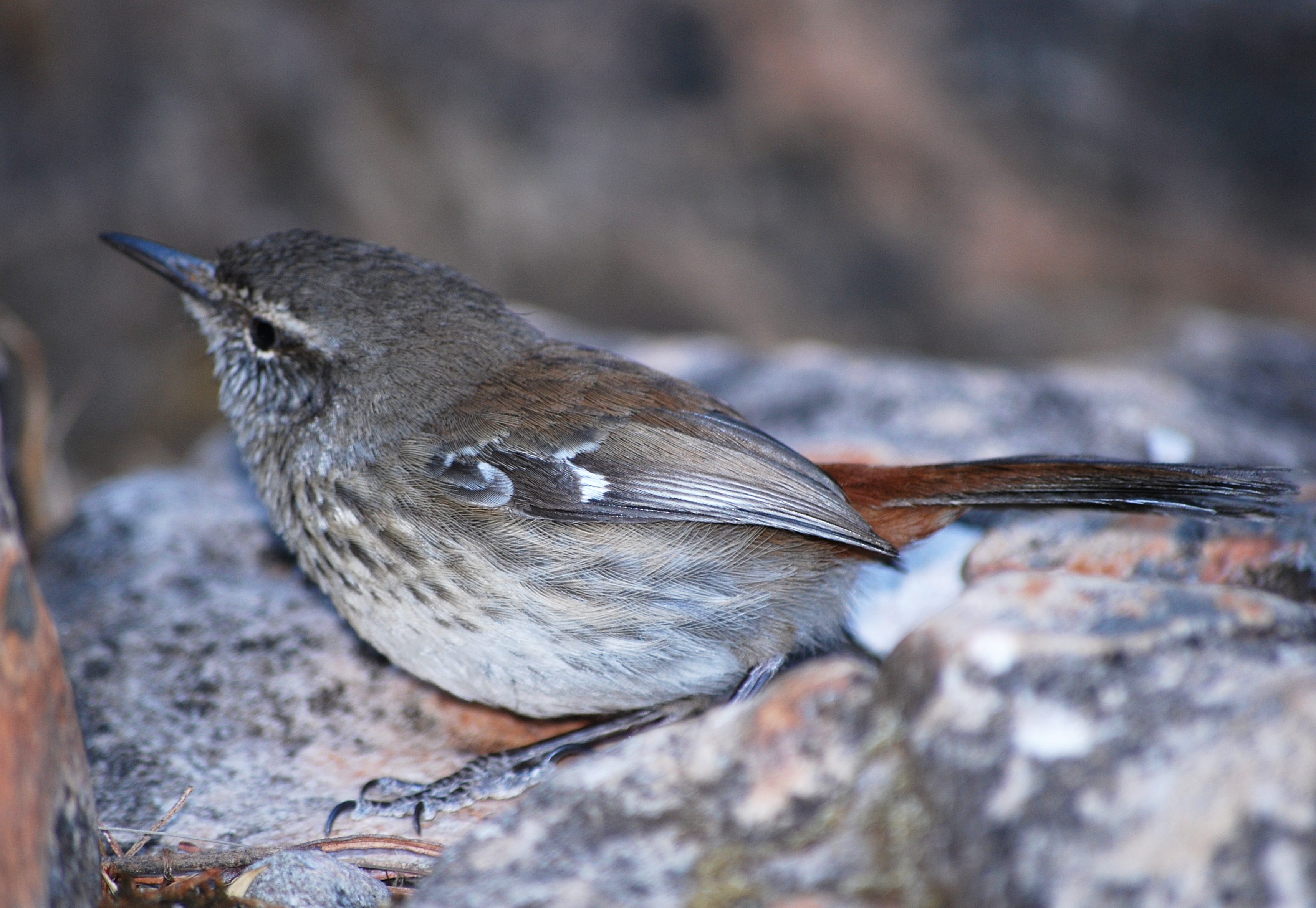
Hylacola cauta
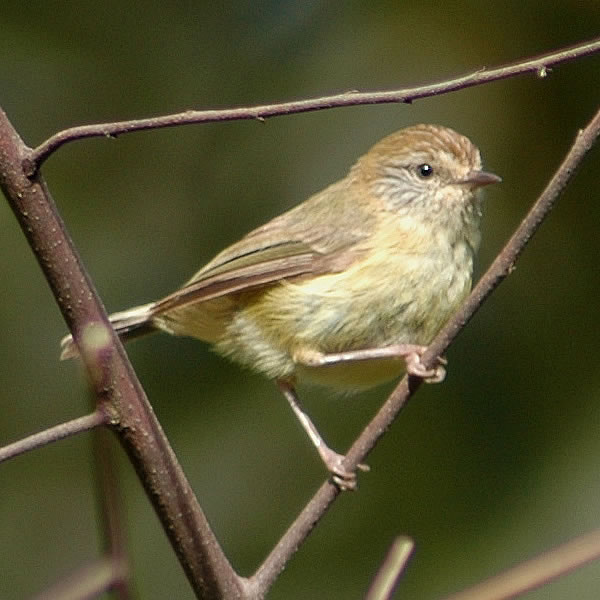
Acanthiza nana